# Nevena Damjanović
Nevena Damjanović (1993. április 12. –) szerb női válogatott labdarúgó. A CSZKA Moszkva játékosa.

## Pályafutása
Szülővárosában 8 évesen kezdett karatézni és számos érmet nyert országos és nemzetközi versenyeken korosztályában, mellyel a fekete övet is kiérdemelte.
11 évesen azonban érdeklődése a labdarúgás felé orientálódott és az FK Sušica Kragujevacnál ismerkedett meg a sportággal. Hat évvel később a rekordbajnok Spartak Suboticához távozott, és a szabadkai Közgazdasági Egyetemen végezte tanulmányait.
A szerb bajnokságban öt bajnoki címet és négy szerb kupát szerzett csapatával, a 2011–12-es szezonban pedig gólkirálynőként végzett a pontvadászatban. Természetesen teljesítményével több európai csapat figyelmét is felkeltette, végül 2015 júliusában aláírt a dán Fortuna Hjørring gárdájához.
Dániában két bajnoki címhez segítette együttesét, akikkel a Bajnokok Ligája 2016–2017-es sorozatában egészen a negyeddöntőig meneteltek.
Új kihívást keresve 2018-ban a lisszaboni Sportinghoz szerződött.
2021 júliusában elfogadta az orosz CSZKA Moszkva ajánlatát.

### A válogatottban
2010. augusztus 21-én, tizenhét évesen debütált Észak-Írország ellen a szerb válogatottban.

## Sikerei

### Klubcsapatokban
Szerb bajnok (5):
- Spartak Subotica (5): 2010–11, 2011–12, 2012–13, 2013–14, 2014–15

 Szerb kupagyőztes (4):
- Spartak Subotica (4): 2012, 2013, 2014, 2015

 Dán bajnok (2):
- Fortuna Hjørring (2): 2015–16, 2017–18

## Statisztikái

### A válogatottban
2022. szeptember 6-ával bezárólag
| Válogatott | Szezon   | Mérk. | Gól |
| ---------- | -------- | ----- | --- |
| Szerbia    |          |       |     |
| 2010       | 2        | 0     |     |
| 2011       | 1        | 0     |     |
| 2012       | 1        | 0     |     |
| 2013       | 4        | 0     |     |
| 2014       | 2        | 0     |     |
| 2015       | 4        | 0     |     |
| 2016       | 4        | 0     |     |
| 2017       | 4        | 2     |     |
| 2018       | 4        | 0     |     |
| 2019       | 4        | 0     |     |
| 2020       | 4        | 3     |     |
| 2021       | 5        | 2     |     |
| 2022       | 5        | 1     |     |
| Összesen   | Összesen | 44    | 8   |

| Szerbia színeiben szerzett góljai | Szerbia színeiben szerzett góljai | Szerbia színeiben szerzett góljai | Szerbia színeiben szerzett góljai | Szerbia színeiben szerzett góljai | Szerbia színeiben szerzett góljai | Szerbia színeiben szerzett góljai | Szerbia színeiben szerzett góljai |
| --------------------------------- | --------------------------------- | --------------------------------- | --------------------------------- | --------------------------------- | --------------------------------- | --------------------------------- | --------------------------------- |
|                                   |                                   |                                   |                                   |                                   |                                   |                                   |                                   |
| Gól                               | Dátum                             | Helyszín                          | Ellenfél                          | Találat                           | Eredmény                          | Esemény                           | Forrás                            |
| 1                                 | 2017. október 19.                 | Čukarički Stadion, Belgrád        | Izrael                            | 2–0                               | 2–0                               | 2019-es vb-selejtező              | [ 5 ]                             |
| 2                                 | 2017. november 24.                | Voždovac Stadion, Belgrád         | Spanyolország                     | 1–1                               | 1–2                               | 2019-es vb-selejtező              | [ 6 ]                             |
| 3                                 | 2020. március 6.                  | Kolubara Stadion, Lazarevac       | Észak-Macedónia                   | 4–1                               | 8–1                               | 2022-es Eb-selejtező              | [ 7 ]                             |
| 4                                 | 2020. október 24.                 | FSZSZ Sportközpont, Ópazova       | Kazahsztán                        | 3–1                               | 4–1                               | 2022-es Eb-selejtező              | [ 8 ]                             |
| 5                                 | 2020. október 27.                 | FSZSZ Sportközpont, Ópazova       | Bulgária                          | 2–0                               | 2–1                               | Barátságos mérkőzés               | [ 9 ]                             |
| 6                                 | 2021. október 26.                 | Metalac Stadion, Gornji Milanovac | Törökország                       | 2–0                               | 2–0                               | 2022-es Eb-selejtező              | [ 10 ]                            |
| 7                                 | 2021. november 25.                | FSZSZ Sportközpont, Ópazova       | Bulgária                          | 3–0                               | 3–0                               | 2022-es Eb-selejtező              | [ 11 ]                            |
| 8                                 | 2022. február 23.                 | Gürsel Aksel Stadion, İzmir       | Törökország                       | 3–0                               | 5–2                               | 2022-es Eb-selejtező              | [ 12 ]                            |